# موریموتو ۶۶۵۰
سیارک ۶۶۵۰ (به انگلیسی: 6650 Morimoto، نامگذاری:1991RS1) شش هزار و ششصد و پنجاهمین سیارک کشف شده‌است که در ۷ سپتامبر ۱۹۹۱ کشف شد.
قدر مطلق سیارک برابر ۱۲٫۱۰ است.